# Ahasveros

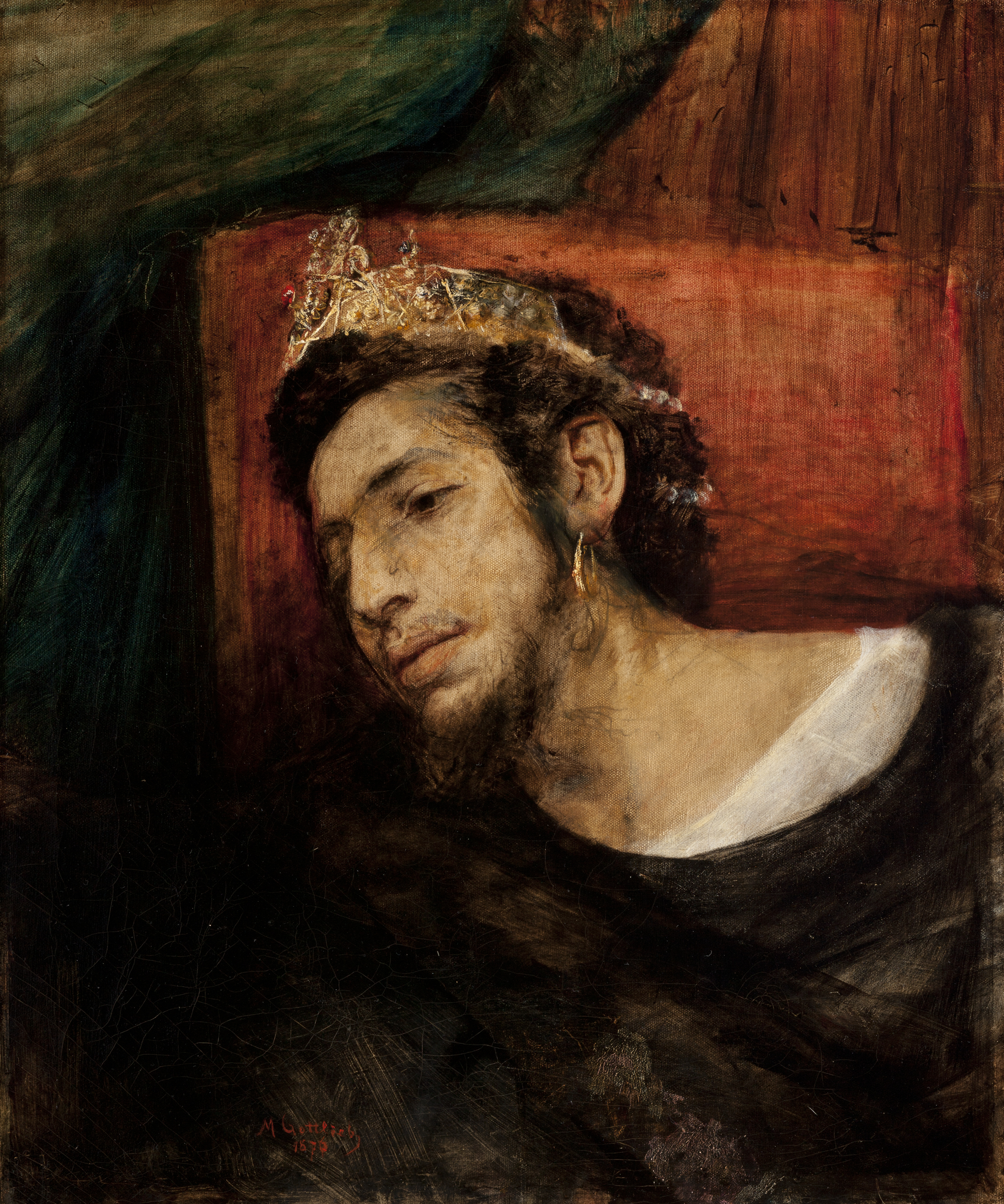
Maurycy Gottlieb: Selbstporträt als Ahasverus, der wandernde Jude (1876; Nationalmuseum in Krakau)

Ahasveros  (altpersisch Chšayāŗšā, hebräisch אֲחַשְׁוֵרוֹשׁ Achaschwerosch, aramäisch Aḫšeweruš, griechisch Ἀσούηρος, lateinisch Ahasuerus, Ahasverus) ist ein Name altpersischen Ursprungs. Die Vulgata benutzt die Übersetzung Assuerus. Er bezeichnet im Tanach, der Hebräischen Bibel, sowie in jüdischen Apokryphen und christlichen Legenden  verschiedene Personen.

## Bibel

### Buch Ester
Im Buch Ester nimmt der persische König Ahasveros nach der Verstoßung seiner Hauptfrau Waschti die Jüdin Ester zur Frau. Er ist in die Intrige des Hofbediensteten Haman, die gesamten Juden im Perserreich an einem Tag zu ermorden, verstrickt, die durch Ester und ihren Vormund Mordechai gerettet werden (siehe Purim). Er wird gemeinhin mit dem Perserkönig Xerxes I. gleichgesetzt. Die Septuaginta, Josephus und der Midrasch Esther Rabba, I, 3 identifizieren ihn hingegen als Artaxerxes I. Dieser Name wird auch von der Einheitsübersetzung benutzt.

### Buch Esra
Der persische König Ahasveros im Buch Esra wird von der jüdischen Tradition mit dem Ahasveros des Buches Ester gleichgesetzt. Einige Bibelgelehrte des 19. Jahrhunderts sehen in ihm den Perserkönig Kambyses II.

### Buch Daniel
Im Buch Daniel ist Ahasveros der Vater von Darius dem Meder. Als dessen Vater nennt der antike Historiker Josephus dagegen Astyages. Diesen bezeichnen mittelalterliche jüdische Kommentatoren auch als Onkel und Ziehvater Kyros II. Dies stimmt mit der Aussage Xenophons überein, Astyages sei der Sohn von Kyaxares II. So wird dieser Ahasveros gemeinhin mit Astyages gleichgesetzt.
Andere setzen den Ahasveros des Buches Daniel  mit Kyaxares I. gleich, der im Buch Tobit als Vater von Astyages ernannt wird. Die Unterschiede ergeben sich aus verschiedenen Versuchen, die vorliegenden Quellenangaben miteinander auszugleichen.

## Apokryphen
Im Buch Tobit (Tob 14,15), das zum Kanon der katholischen Kirche und der orthodoxen Kirchen gehört, jedoch nie kanonischer Bestandteil des Tanach war und deshalb auch im Protestantismus als Apokryphe gilt, kommt ein Ahasveros als Verbündeter des Babylonierkönigs Nabu-kudurri-usur II. vor. Die Bibelhistoriker identifizieren ihn als den Mederkönig Kyaxares I. Gemäß einer traditionellen katholischen Ansicht ist er mit dem Ahasveros des Buches Daniel identisch.

## Sagengestalt Ahasverus
Die christliche Volkssage Kurtze Beschreibung und Erzehlung von einem Juden mit Namen Ahasverus vom Ewigen Juden nennt diesen in einer 1602 veröffentlichten Version Ahasverus. Sie erzählt von einem Jerusalemer Schuster, der dem sein Kreuz tragenden Jesus von Nazaret eine Ruhepause auf seiner Türschwelle verwehrt und deshalb verflucht wird, nicht eher zur Ruhe zu kommen, bis der Gekreuzigte am Ende der Tage wiederkomme. Seither befinde er sich auf ruheloser Wanderschaft durch die Zeiten, um Zeugnis für Jesus und gegen das Judentum abzulegen. In dieser Form ist Ahasver zum Stoff für viele Werke der Literatur und Kunst, aber auch antisemitischer Propaganda geworden.

### Ahasverus in der Literatur
- Ahasver von Stefan Heym, C. Bertelsmann, München 1981